# The Hateful Eight (soundtrack)

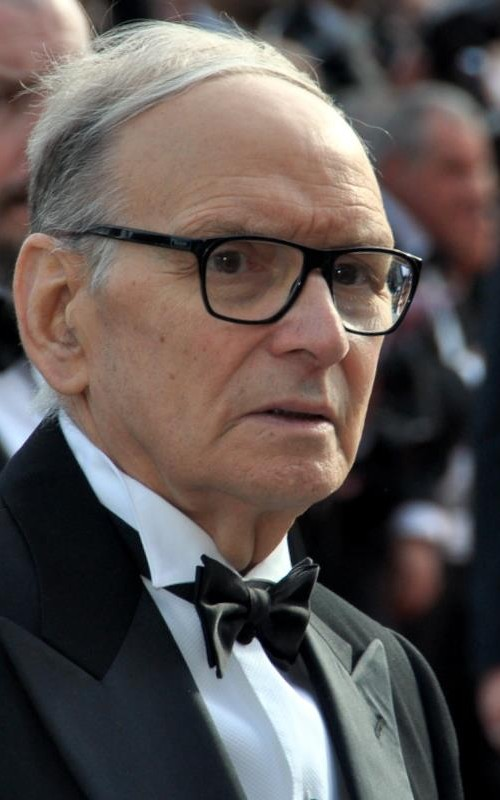
Componist Ennio Morricone in 2012.

The Hateful Eight (oftewel Quentin Tarantino's The Hateful Eight) is de originele soundtrack van de film The Hateful Eight, gecomponeerd door Ennio Morricone en uitgebracht op 18 december 2015 door Decca Records.
Het album bevat dialogen die geschreven zijn door Quentin Tarantino en uitgevoerd door de acteurs van de film, enkele nummers van diverse artiesten die ook in de film zijn gebruikt en vijftig minuten originele filmmuziek die gecomponeerd, georkestreerd en gedirigeerd werd door Ennio Morricone en uitgevoerd door het honderdkoppige symfonieorkest Czech National Symphony Orchestra. De opnamen vonden plaats op 18 juli 2015 in de CNSO Studios Soundtrust in Praag. Morricone liet de filmmuziek ten gehore brengen in het genre western. De muziek van Morricone op het album ontving vele prijzen waaronder in 2016 een Golden Globe voor beste filmmuziek en een Oscar voor beste originele muziek. De laatstgenoemde prijs was zijn eerste Oscar en hij was op dat moment met 87-jarige leeftijd de oudste winnaar ooit van een Oscar. Het album kwam binnen op 26 december 2015 in de Vlaamse Ultratop 200 Albums en behaalde als hoogste notering plaats 18.

## Nummers
Tenzij anders vermeld zijn alle nummers van Ennio Morricone.
1. L'ultima diligenza di Red Rock (Versione Integrale) (7:30)
2. Overture (3:11)
3. "Major Warren Meet Daisy Domergue" – Jennifer Jason Leigh, Kurt Russell & Samuel L. Jackson (dialoog) (0:32)
4. Narratore letterario (1:59)
5. Apple Blossom – The White Stripes (2:13)
6. "Frontier Justice" – Kurt Russell & Tim Roth (dialoog) (1:50)
7. L'ultima diligenza di Red Rock (#2) (2:37)
8. Neve (Versione Integrale) (12:16)
9. "This Here Is Daisy Domerque" – Kurt Russell & Michael Madsen (dialoog) (1:01)
10. Sei cavalli (1:21)
11. Raggi di sole sulla montagna (1:41)
12. "Son of the Bloody Ni**er Killer of Baton Rouge" – Samuel L. Jackson, Walton Goggins & Bruce Dern (dialoog) (2:43)
13. Jim Jones at Botany Bay – Jennifer Jason Leigh feat. Kurt Russell (4:10)
14. Neve (#2) (2:05)
15. "Uncle Charlie's Stew" – Samuel L. Jackson, Demián Bichir (dialoog) (1:41)
16. I quattro passeggeri (1:49)
17. La musica prima del massacro (2:00)
18. L'inferno bianco (Synth) (3:31)
19. "The Suggestive Oswaldo Mobray" – Tim Roth, Walton Goggins & Kurt Russell (dialoog) (0:47)
20. Now You're All Alone – David Hess (1:29)
21. Sanque e neve (2:05)
22. L'inferno bianco (Ottoni) (2:02)
23. Neve (#3) (3:31)
24. "Daisy's Speech – Walton Goggins, Jennifer Jason Leigh & Michael Madsen (dialoog) (1:32)
25. La lettera di Lincoln (Strumentale) (1:41)
26. La lettera di Lincoln (Con dialogo) (1:46)
27. There Won't Be Many Coming Home – Roy Orbison (2:44)
28. La puntura della morte (0:27)

## Hitnoteringen

### NPO Klassiek Filmmuziek Top 200
| The Hateful Eight in de NPO Klassiek Filmmuziek Top 200 | The Hateful Eight in de NPO Klassiek Filmmuziek Top 200 |
| Jaar                                                    | 2024                                                    |
| ------------------------------------------------------- | ------------------------------------------------------- |
| Positie                                                 | 154                                                     |

## Prijzen en nominaties
| Jaar | Prijs                 | Categorie        | Genomineerde(n) | Uitslag  |
| ---- | --------------------- | ---------------- | --------------- | -------- |
| 2016 | Academy Award (Oscar) | Beste filmmuziek | Ennio Morricone | Gewonnen |
| 2016 | BAFTA Award           | Beste filmmuziek | Ennio Morricone | Gewonnen |
| 2016 | Critics' Choice Award | Beste filmmuziek | Ennio Morricone | Gewonnen |
| 2016 | Golden Globe Award    | Beste filmmuziek | Ennio Morricone | Gewonnen |